# فريدريك إتش شيلدون
فريدريك إتش شيلدون (بالإنجليزية: Fred Sheldon)‏ هو عالم طيور وعالم حيوانات أمريكي، ولد في 14 ديسمبر 1951 في Hörsching ‏ في النمسا.